# EACH TIME
『EACH TIME』（イーチ・タイム）は1984年3月21日にリリースされた大滝詠一のスタジオ・アルバム。

## 解説
当初はLP盤とカセットテープのみの発売だったが、1984年6月1日にCD化。CDの発売翌週に、邦人アーティストとしては初のオリコンCDチャートで3週連続1位を記録。大滝詠一としては唯一の1位獲得作品である。
本作からはシングル盤が一切カットされなかった（その代わり全曲を12インチ・シングルにしたBOXが発売された ）。これは「シングル・ヒットが無ければアルバムは売れない」という当時のまことしやかな業界の定説に挑戦してやろう、と思ったからだという。結果的に60万枚を売り上げ、前作『A LONG VACATION』に続いて大ヒットを記録した。
1989年6月1日には、収録曲と曲順を変更したリマスター盤を発売。1991年には、元の曲順でCD選書で再発された。1997年には、MD選書でMD化もされている。また、発売から20年経過した2004年3月21日には、ボーナス・トラックを追加した20周年記念盤CD、さらに10年後には純カラオケを加えた2枚組CDの30周年記念盤がそれぞれ発売された。
再発盤以降は長らく全ての盤で「レイクサイド ストーリー」のエンディングがカットされたヴァージョンとなっていた。これに関しては現在でも賛否があるが、「大滝自身がソロ活動に終止符を打つ」「松本との決裂を意味するものであった」などの理由から刻まれていたフィナーレのために、現在はカットされていると言われる。このエンディング付きバージョン（大エンディング・バージョン）の収録されたCDは、初発時の品番35DH 78である。その後、2015年3月21日に発売された『NIAGARA CD BOOK II』でエンディング付きバージョンが収録され、2021年4月24日には『夢で逢えたらEP』の収録曲としてエンディング付きバージョンのサブスクリプションサービスでの配信も開始された。また2024年3月21日に発売された『EACH TIME 40th Anniversary Edition』には、40th Anniversary Versionとして、未発表だった別ミックスの、フェードアウトとフェードインがないエンディング付きバージョンが収録された。
一般に前作『A LONG VACATION』の続篇と捉えられる作品ではあるが、大滝自身はこのアルバムを一つのストーリーとして制作していた為 、世間での受け入れ方にはやや難色を示す（ただし、発売前には「『A LONG VACATION』の続編の様なアルバム」、また発売されて暫く経ってからは「『A LONG〜』がA面で『EACH TIME』がB面の様」といずれも大瀧自身がラジオで語っており、真意は不明）。
ジャケットのイラストは河田久雄によるもの。
タイトルの由来は、大滝がラジオDJ等で自分のことを「イーチ・オータキ」と名乗っていたことに由来する。
大滝は本作発売後に、音楽活動を休止することを宣言した。そのため、収録曲をライブで披露したことは一度もなく、そのままコンサート活動が再開されないまま大滝が2013年に死去したことで、本人が携わったオリジナル・アルバムとしては最後の作品になった。

### 発売までの経緯
元々1年前の1983年、大滝の誕生日である7月28日に発売するはずであったが、制作過程で不満が生じ、レコーディングを全て破棄したために発売が延期されたという経緯がある。大滝曰く「レコードの発売日を誕生日に設定すると発売延期になるので誕生日は鬼門」。
お詫びの意味を込めて、その年の「西武球場スーパーフェス '83（ALL NIGHT NIPPON SUPER FES. '83 ASAHI BEER LIVE JAM）」にレコーディングメンバー全員で出演した。本来『EACH TIME』のお披露目ライブだったとも言われる上記のライブへの出演が、大滝詠一名義としては結果的に最後のものとなった（1985年に行われたはっぴいえんどのライブには参加）。このライブでは『A LONG VACATION』や『NIAGARA TRIANGLE Vol.2』の楽曲を中心に演奏しつつ、当時薬師丸ひろ子に提供し大ヒットを記録した「探偵物語」、「すこしだけやさしく」や森進一に提供した「冬のリヴィエラ」の大滝版「夏のリビエラ」を演奏した。
この頃のライブでは自身が提供した曲がヒットし始めたこともあり、セルフカヴァーを多く披露していた。西武球場ライブの1年半前に行われたヘッドフォン・コンサートでは松田聖子に提供した「風立ちぬ」をセルフ・カヴァーしている。発売前はこれらの動きから「風立ちぬ」や「探偵物語」がニュー・アルバムの収録曲かとも言われていたが、結局ライブのみでの披露となった。このうち「夏のリビエラ」は後に『SNOW TIME』で、「探偵物語」「すこしだけやさしく」が死後にマスターテープが発見され『DEBUT AGAIN』においてスタジオ・レコーディングされたヴァージョンが聴ける。
また、発売の2か月前にNHK-FMにて発売前インタビューと共に放送された『EACH TIME』アウトテイク音源は、未CD化となっている。

## ミュージックビデオ
本作収録曲のうち、「ペパーミント・ブルー」のプロモーション映像が制作され、テレビで複数回オンエアされた。

## 収録曲
All Songs Written by 松本隆 & 大瀧詠一

### SIDE 1
1. 魔法の瞳
2. 夏のペーパーバック
3. 木の葉のスケッチ
4. 恋のナックルボール
5. 銀色のジェット

### SIDE 2
1. 1969年のドラッグレース
後に映画「ちびまる子ちゃん わたしの好きな歌」挿入歌、更にテレビ宮崎「UMKスーパーサタデーJAGA2天国」のテーマ曲として使われていた。松本隆の作詞活動30周年記念CD-BOX『風街図鑑』に収録。
2. ガラス壜の中の船
3. ペパーミント・ブルー
4. レイクサイド ストーリー
エンディング付きバージョン（大エンディング・バージョン）

## 1986年 Complete EACH TIME
『EACH TIME』発表時に収録時間やカッティング技術の問題、構成上の理由から収録できなかった「Bachelor Girl」と「フィヨルドの少女」が追加収録され、他の収録曲の順も一部変更された。

## 1989年盤

### 解説
「魔法の瞳」と「ガラス壜の中の船」をカットし、代わりに「Bachelor Girl」と「フィヨルドの少女」が収録された。

### 収録曲
1. 1969年のドラッグレース
2. Bachelor Girl
3. ペパーミント・ブルー
4. 恋のナックルボール
5. 銀色のジェット
6. 夏のペーパーバック
7. 木の葉のスケッチ
8. フィヨルドの少女
9. レイクサイド ストーリー

## CD選書シリーズ

### 解説
「CD選書シリーズ」の一枚として廉価盤でのリリース。1991年リマスターを使用、曲順がオリジナルに戻された。

### 収録曲
1. 魔法の瞳  –  (4:50)
2. 夏のペーパーバック  –  (3:55)
3. 木の葉のスケッチ  –  (4:17)
4. 恋のナックルボール  –  (3:13)
5. 銀色のジェット  –  (4:11)
6. 1969年のドラッグレース  –  (4:50)
7. ガラス壜の中の船  –  (5:23)
8. ペパーミント・ブルー  –  (4:59)
9. レイクサイド ストーリー  –  (5:44)
エンディングがフェード・アウトするバージョンのままになっている。

### クレジット
- All Songs Written by 松本隆 & 大瀧詠一
- Musicians
- Drums: 上原“EXOTICS”裕、林“DRAGON”立夫、青山“WEDDING MARCH”純
- E.Bass: 長岡“AKAGAI”道夫
- Guitars: 鈴木“微熱少年”茂、村松“GREEN WATER”邦男、徳武“NASHVILLE”弘文、吉川“長老”忠英、安田“ヤッスさん”裕美、石川“元老”鷹彦、笛吹利明、三畑卓次、鳴海寛、加藤達雄
- Keyboards: 国吉“外泊禁止” 良一、難波“エマーソン”弘之、井上“SAAB”鑑、中西“拳症炎”康晴
- Synth.Prog: 松武“第3京浜”秀樹
- L.Perc: 鳴島“ナルちゃん”英治、浜口“エガワ”茂外也、斉藤“月見うどん”ノブ、川瀬“デモテープ”正人、阿達彰義、菅原由紀
- Wood Bass: 小泉信美雄
- Harp: 山川恵子、入江愛子、野畑潤子、張谷恭子
- Accordion: 岡田徹
- Clarinet: Mr.北村英治
- Oboe: 大野守
- Vibraphone: 金山功
- Sax: Jake H. Concepsion
- Chorus: 伊集加代子、和田夏代子、鈴木宏子
- Cheer Boys: PERCUSSION GROUP 72
- Strings: 加藤ジョー・グループ
- Strings Arrange: 井上鑑
- SPECIAL GUEST: MATTI LUHTALA (Guitar) from Finland
- Studio All Nighters
- Ω大森、ブッシュマンナベ、歌舞伎町松尾、ぼくちゃん太田、XEVIOUSアトム、OLYMPIC芳川、DRE2台川部、ハーモナイザー宮田、DELETE津久間、余下吉太、SEDICいのう、MYアガリ3好、スケジュール・シスターズ（土屋幸子、浅香友美子）、RACOON佐藤、笠井“CUTTING ENGINEER”鉄平、松殿オーナー、Flowrin G.H.、カフェ・バーVEGA、赤坂フォンテーヌ
- Recorded & Remixed at STUDIO“不夜城”Shinanomachi & Roppongi
- STUDIO COMMAND & HYPER NECAM DRIVED by クローク
- PAPILAPOPAスタジオ退屈男  大野“オニギリ1人占め”邦彦
- Engineer: 吉田“ユンケルMIX”保
- Each Times 定期購売者一覧
- 白川隆三、浜野啓介、河合“Aykroyd”マイケル (CBS/SONY)
- 松本隆、清水桂子 (Termini)
- 伊部誠 (CMC)
- キャンキャン中山、フリー平原、小滝詠司 (Mitaka Group)
- 中山泰、養父正一、河田久雄 (Design)
- 朝妻一郎、Pop-cicle木崎、Mr. Chibumaker (60's Fun Club)
- 前島“キヨーレオピン”洋児、塚田“出前一丁”千春、増田“チェーン1時間”真一、山縣“再就職”裕子、梅田“安産”智恵子、小出“バイブル”豊子、野口“フォークの火を消すな”健作、ジャマイカ・イタル、金田一“ハマッコ”伴内 (NIAGARA Staff)
- 駅売り愛読者一覧
- 佐藤“No.1バンド”輝雄、“課長職”竹内、“梅木マリ”光原、桜井“サクラ”聖子、五月“辰徳”夢子、土門“ミレーヌ”壌、小田“パソコン”創 (Radio Staff)
- 伊藤アキラ、大森昭男、関口直人 (Cider Trio)
- 杉山“ゴルフ”垣太郎、Sun山田、本部長西村 (Video Staff)
- アキレスケン中川、ギックリゴシ立原、Gals田中 (Book Staff)
- Produced by 大瀧詠一 For Niagara Enterprises
- Remasterd on Dec. 1990 & Jan. 1991
- Engineer: Teppei Kasai

## 20th Anniversary Edition

### 解説
2004年3月21日に『EACH TIME』のオリジナル盤発売から20周年を記念して「ナイアガラ不滅プロジェクト」の20周年企画のラストを飾るものとして発売された。CDの包装には「Final EACH TIME」と銘打ったシールが貼られているほか、全曲にリマスタリングが施された。
またもや曲順の変更が行われているほか、「魔法の瞳」が『EACH TIME SINGLE VOX』に収録されたものと同じで『Complete EACH TIME』 にも収録されたロング・バージョン、「夏のペーパー・バック」はイントロの楽器構成はそのままに間奏のサックス・ソロが『EACH TIME SINGLE VOX』収録の別テイクに差し代わり、「Cider '83」、「恋のナックルボール (1st Recording Version)」、「マルチスコープ」の3曲がボーナス・トラックとして追加収録されている。また、この盤が発売されるまで入手困難な状態にあった「Bachelor Girl」と「フィヨルドの少女」も、収録に際しリマスタリングされている。しかし、オリジナル盤収録の「レイクサイド ストーリー」のエンディング付きバージョンはまたも収録されず、かつフェード・アウトが1991年盤よりも早くなっている（エンディング付きバージョンのエンディング部分だけカット）バージョンが収録された。オリジナル盤発売前にラジオで放送されたバック・トラックのみの未発表曲も未収録となっている。
ボーナス・トラックのうち「Cider '83」は『NIAGARA CM SPECIAL』で、「マルチスコープ」は「ゆらりろ」というタイトルで『大瀧詠一 Song Book II -大瀧詠一作品集 Vol.2 (1971-1988)-』にそれぞれ収録されてCD化済。「恋のナックルボール (1st Recording Version)」の今回初収録の未発表音源だったが、後に『NIAGARA CD BOOK II』の1枚『Niagara Rarities Special』に全て収録された。

### 収録曲
1. 夏のペーパーバック  –  (3:56)
2. Bachelor Girl  –  (4:36)
3. 木の葉のスケッチ  –  (4:16)
4. 恋のナックルボール  –  (3:12)
5. 銀色のジェット  –  (4:07)
6. 1969年のドラッグレース  –  (4:54)
7. ガラス壜の中の船  –  (5:21)
8. ペパーミント・ブルー  –  (4:58)
9. 魔法の瞳  –  (5:18)
10. レイクサイド ストーリー  –  (5:10)
11. フィヨルドの少女  –  (3:57)
Bonus Tracks
12. Cider '83  –  (0:30)
13. 恋のナックルボール (1st Recording Version)  –  (3:43)
14. マルチスコープ  –  (2:05)
NHK総合テレビ「マルチ・スコープ」テーマソング

- All Songs Written by 松本隆 & 大瀧詠一
- Except 12 & 14 by 伊藤アキラ & 大瀧詠一

### クレジット
- Musicians
- Drums: 上原“EXOTICS”裕、林“DRAGON”立夫、青山“WEDDING MARCH”純
- E.Bass: 長岡“AKAGAI”道夫
- Guitars: 鈴木“微熱少年”茂、村松“GREEN WATER”邦男、徳武“NASHVILLE”弘文、吉川“長老”忠英、安田“ヤッさん”裕美、石川“元老”鷹彦、笛吹利明、三畑卓次、鳴海寛、加藤達雄
- Keyboards: 国吉“外泊禁止” 良一、難波“エマーソン”弘之、井上“SAAB”鑑、中西“拳症炎”康晴
- Synth.Prog: 松武“第3京浜”秀樹
- L.Perc: 鳴島“ナルちゃん”英治、浜口“エガワ”茂外也、斉藤“月見うどん”ノブ、川瀬“デモテープ”正人、阿達彰義、菅原由紀
- Wood Bass: 小泉信美雄
- Harp: 山川恵子、入江愛子、野畑潤子、張谷恭子
- Accordion: 岡田徹
- Clarinet: Mr.北村英治
- Oboe: 大野守
- Vibraphone: 金山功
- Sax: Jake H. Concepsion
- Chorus: 伊集加代子、和田夏代子、鈴木宏子
- Cheer Boys: PERCUSSION GROUP 72
- Strings: 加藤ジョー・グループ
- Strings Arrange: 井上鑑
- SPECIAL GUEST: MATTI LUHTALA (Guitar) from Finland
- Studio All Nighters
- Ω大森、ブッシュマンナベ、歌舞伎町松尾、ぼくちゃん太田、XEVIOUSアトム、OLYMPIC芳川、DRE2台川部、ハーモナイザー宮田、DELETE津久間、余下吉太、SEDICいのう、MYアガリ3好、スケジュール・シスターズ（土屋幸子、浅香友美子）、RACOON佐藤、笠井“CUTTING ENGINEER”鉄平、松殿オーナー、Flowrin G.H.、カフェ・バーVEGA、赤坂フォンテーヌ
- Recorded & Remixed at STUDIO“不夜城”Shinanomachi & Roppongi
- STUDIO COMMAND & HYPER NECAM DRIVED by クローク
- PAPILAPOPAスタジオ退屈男  大野“オニギリ1人占め”邦彦
- Engineer: 吉田“ユンケルMIX”保
- Each Times 定期購売者一覧
- 白川隆三、浜野啓介、河合“Aykroyd”マイケル (CBS/SONY)
- 松本隆、清水桂子 (Termini)、伊部誠 (CMC)
- キャンキャン中山、フリー平原、小滝詠司 (Mitaka Group)
- 中山泰、養父正一、河田久雄 (Design)
- 朝妻一郎、Pop-cicle木崎、Mr. Chibumaker (60's Fun Club)
- 前島“キヨーレオピン”洋児、塚田“出前一丁”千春、増田“チェーン1時間”真一、山縣“再就職”裕子、梅田“安産”智恵子、小出“バイブル”豊子、野口“フォークの火を消すな”健作、ジャマイカ・イタル、金田一“ハマッコ”伴内 (NIAGARA Staff)
- 駅売り愛読者一覧
- 佐藤“No.1バンド”輝雄、“課長職”竹内、“梅木マリ”光原、桜井“サクラ”聖子、五月“辰徳”夢子、土門“ミレーヌ”壌、小田“パソコン”創 (Radio Staff)
- 伊藤アキラ、大森昭男、関口直人 (Cider Trio)
- 杉山“ゴルフ”垣太郎、Sun山田、本部長西村 (Video Staff)
- アキレスケン中川、ギックリゴシ立原、Gals田中 (Book Staff)
- 新規購買者
- 城田雅昭 (SONY MUSIC)
- Produced by 大瀧詠一 For Niagara Enterprises
- Remasterd on Dec. 2003 & Jan, 2004
- Engineer: Tetsuya Naitoh

## リリース履歴
| #                                           | 発売日                 | 規格                   | 品番                              | 備考 |
| ナイアガラ ⁄ CBSソニー                      | ナイアガラ ⁄ CBSソニー | ナイアガラ ⁄ CBSソニー | ナイアガラ ⁄ CBSソニー            | ナイアガラ ⁄ CBSソニー |
| ------------------------------------------- | ---------------------- | ---------------------- | --------------------------------- | --- |
| 1                                           | 1984年3月21日          | LP                     | 28AH 1555 (NGLP-539,540-OT)       | 帯の代わりにステッカーが貼られる。 |
| 2                                           | 1984年3月21日          | CT                     | 28KH 1460 (NGCA-115,116-OT)       | パッケージ裏面の曲名にて「レイクサイド ストーリー」が“レイク サイド ストーリー”となっている。 |
| 3                                           | 1984年4月1日           | 12"Single×5            | 50AH 1706~10 (OT-12A,B, OT-13~20) | - 『EACH TIME SINGLE VOX』 - 『EACH TIME』収録曲をAB面にすべて収録した、1万枚限定の12インチ・シングル5枚組。ディスクはすべてクリア―WAX、みず色レーベル仕様。いくつかの曲は別ミックスとなっている。 |
| 4                                           | 1984年4月21日          | LP                     | 30AH 1617                         | マスターサウンド・シリーズでリリースされたアナログ盤。 |
| 5                                           | 1984年4月21日          | CT                     | 33KH 1470                         | マスターサウンド・シリーズでリリースされたメタル・カセット。 |
| 6                                           | 1984年6月1日           | CD                     | 35DH 78 (NGCD-11-OT)              | ナイアガラアーティスト番号なし。ナイアガラ・レーベルにてデジタル・マスターを使用した最初のCD。 |
| 7                                           | 1986年6月1日           | LP                     | 28AH 2001 (NGLP-539,540-OT)       | - 『Complete EACH TIME』 - 『EACH TIME』に2曲追加し、曲順が新しくなったコンプリート版。バクダン・ステッカーが貼られたほか、初回プレスのみヴィニール・パッケージ仕様。ジャケット表面上部の“Complete”の文字は大滝本人が書いたものを金押ししたもの。                                                             |
| 8                                           | 1986年6月1日           | CT                     | 28KH 2001 (NGCA-1233,124-OT)      | 『Complete EACH TIME』のカセット版。外袋にバクダン・ステッカーが貼られている。 |
| 9                                           | 1986年6月1日           | CD                     | 32DH 555 (NGCD-5-OT)              | - 『Complete EACH TIME』 - CDは『EACH TIME SINGLE VOX』のマスター+2曲追加という内容になっている。LP、カセット同様、バクダン・ステッカーが貼られる。 |
| 10                                          | 1989年6月1日           | CD                     | 27DH 5303 (NGCD-5-OT)             | 1989年リマスター、曲順が新しくなり、2曲さしかわった新構成となる。 |
| 11                                          | 1989年6月1日           | CT                     | 25KH 5303                         | 1989年リマスター音源のカセット版。 |
| 12                                          | 1991年3月21日          | CD                     | CSCL 1664 (NGCD-5-OT)             | CD選書シリーズの一枚。オリジナルの曲順に戻る。ただし、「レイクサイド ストーリー」はエンディングがフェード・アウトするヴァージョンのまま。 |
| ナイアガラ ⁄ ソニー                         |                        |                        |                                   | |
| 13                                          | 1997年10月22日         | MD                     | SRYL 7323 (NGMD-4-OT)             | MD選書シリーズの一枚。全9曲。「レイクサイド ストーリー」はエンディングがフェード・アウトするヴァージョン。 |
| 14                                          | 2004年3月21日          | CD                     | SRCL 5002 (NGCD-3-OT)             | 『EACH TIME 20th Anniversary Edition』 2003年+2004年リマスター。曲順変更、「バチェラー・ガール」「フィヨルドの少女」を加えた11曲にボーナス・トラック3曲追加。大滝直筆による“Final”の文字が加えられたバクダン・ステッカーが外袋に貼られている。                                                                |
| 15                                          | 2014年3月19日          | 音楽配信               | –                                 | 通常音質（全11曲：AAC 128/320kbps） |
| 15                                          | 2014年4月1日           | 音楽配信               | –                                 | 通常音質（全11曲：AAC 128/320kbps） |
| ナイアガラ ⁄ ソニー・ミュージックレーベルズ |                        |                        |                                   | |
| 16                                          | 2014年3月21日          | 2CD                    | SRCL 8005~6                       | - 『EACH TIME -30th Anniversary Edition-』 - Disc1に『EACH TIME』30thリマスター、Disc2にDisc1全曲の純カラオケを収録。3面デジパック仕様。初回盤は大滝直筆による“Final”と“Complete”の文字が入ったバクダン・ステッカーがデザインされた三方背ボックス。                                                           |
| 17                                          | 2015年3月21日          | CD                     | SRCL 8705                         | 『NIAGARA CD BOOK II』(12CD:SRCL 8700~11)の中の一枚。35DH 78以来となる、オリジナル・アナログ盤の曲順でのリイシュー。「レイクサイド ストーリー」も大エンディング・バージョンで収録。オリジナルのLP・CDではデジタル・マスターが使用されていたが、ここではアナログ・マスターを基にしたリマスタリング音源を使用。 |
| 18                                          | 2015年3月21日          | CD                     | SRCL 8709                         | - 『Complete EACH TIME SINGLE VOX』 - 『NIAGARA CD BOOK II』(12CD:SRCL 8700~11)の中の一枚。『EACH TIME SINGLE VOX』の内容に、初商品化となる4曲を追加したコンプリート版CD。 |